# 非洲鯧鰺
非洲鯧鰺（学名：Trachinotus africanus），為輻鰭魚綱鱸形目鱸亞目鰺科鯧鰺屬下的一個種，分布於印度洋區，包括亞丁灣、阿曼灣、東非至印尼西部半鹹水及海域，深度020-50公尺，體呈橢圓形且側扁，吻圓鈍，背部略微隆起，尾鰭叉形，背部銀灰色，腹部銀白色，魚鰭為黃色，背鰭硬棘7枚、背鰭軟條21-23枚、臀鰭硬棘3枚、臀鰭軟條19-21枚，體長可達92公分，體重可達41.1公斤，背鰭硬棘及臀鰭硬棘呈刀形，棲息在沿海珊瑚礁、岩石海域，通常成對或小群活動，屬肉食性，以軟體動物、貝類為食，可做為食用魚及觀賞魚。